# ولسوالی خاکریز
خاکریز یکی از ولسوالیهای ولایت قندهار در جنوب خاوری افغانستان است. جمعیت آن در سال ۲۰۰۶ میلادی، ۱۹۲۰۰ نفر اعلام شده است.

## منبع‌ها
1. ↑    (PDF)پارامتر |format=نیاز به وارد کردن |url= دارد (کمک). تاریخ وارد شده در |تاریخ بازدید= را بررسی کنید (کمک); پارامتر |عنوان= یا |title= ناموجود یا خالی (کمک); پارامتر |پیوند= ناموجود یا خالی (کمک); پارامتر |تاریخ بازیابی= نیاز به وارد کردن |پیوند= دارد (کمک)